# Устипрача
Устипрача (серб. Устипрача, иногда также Ново-Горажде; ранее — Српски-Горажде) —  населённый пункт (село) в Республике Сербской, Босния и Герцеговина. Центр общины Ново-Горажде, которая относится к региону Источно-Сараево.

## Население
Численность населения села Устипрача по переписи 2013 года составила 301 человек.
Этнический состав населения населённого пункта по переписи 1991 года:
- боснийские мусульмане — 448 (89,96 %),
- сербы — 37 (7,43%),
- хорваты — 2 (0,40%),
- югославы — 5 (1,00 %),
- другие — 6 (1,20 %),
- всего 498